# Joe Schittino
 (28 janvier 2024).
Joe Schittino, né le 7 février 1977 à Syracuse, est un compositeur et musicien italien.

## Biographie
Né Joe Seymour Lee Schittino, il est initié par sa famille aux sciences humaines (à vingt-deux ans, il est diplômé en lettres classiques à l'Université de Catane avec une dissertation sur Doro Levi et les fouilles du palais minoen de Phaistos). En 1995, il est admis au conservatoire "Bellini" à Catane, élève de Luca Ballerini (piano) et Giovanni Ferrauto (composition), et diplômé en 2006. Il se perfectionne en composition à l'Accademia Nazionale di Santa Cecilia de Rome, sous l'égide de Azio Corghi et Ivan Fedele (2007-2009). Au cours de sa formation, il devient ami avec Dimitri Nicolau, Alexander Müllenbach, Alexander Tchaikovsky, Steve Martland et les collaborations avec plusieurs solistes et ensembles parmi lesquels Delta Saxophone Quartet, Marco Rogliano, Marco Angius, Michel De Bock, Lucio Dosso, Ensemble Algoritmo, Quartetto Hermes, Offerta Musicale Ensemble, Diana Galvydyte, Christopher Guild, Angelo Cavarra. Parmi les lieux et les institutions qui ont accueilli ses œuvres: Auditorium Parco della Musica, Théâtre grec de Syracuse, Château Maniace, Teatro Massimo Vincenzo Bellini, Fondazione Pietà de' Turchini, Teatro Stabile de Catane, Théâtre Diego Fabbri de Forlì, Auditorium du Conservatoire d'Alessandria, Bornholms Musik-Festival (DK), Museum der verfolgte Künste de Solingen (D), Grande Salle du Conservatoire royal de Bruxelles (B), Coombehurst Hall de l'Université Kingston (Londres), Stelzenfestspiele bei Reuth (Saxe), Salle des Fêtes de la Maison d'éducation de la Légion d'honneur, Cité internationale des arts (Paris), Cathédrale Sainte-Croix-Saint-Jean-des-Arméniens, Cave du 38 Rivoli (Paris), Festival Politistikò de l'Université de Chypre, Amphithéâtre de Ta' Qali (Malte), Kerrytown Hall (Ann Arbor MI - États-Unis). Les partitions de Joe Schittino, radiotransmises par la ZDF (D), Hessischer Rundfunk (D) et la Rai Radio 3 (I), sont publiés par Suvini Zerboni (I), Édition Gamma (D) et finalement, à partir de 2012, par Ebert Musik Verlag Leipzig (D).

### Le rencontre avec Klaus Rohleder
En automne 2006, à Catane, Schittino rencontre Klaus Rohleder (de) (Waltersdorf bei Neumühle, 9 juin 1935 - Palerme, 5 septembre 2013), poète, librettiste, romancier et dramaturge allemand descendant de Friedrich Nietzsche, un ami de Rainer Kunze, un opposant au régime de l'ex-RDA et donc boycotté dans sa carrière littéraire jusqu'à la chute du mur de Berlin (1989). Merci à cette grande amitié et collaboration artistique, Schittino a beaucoup voyagé à travers l'Allemagne (en particulier dans les zones rurales de l'ex-RDA) et a composé les œuvres suivants sur des textes de Rohleder:
- La Neuberin JS 73, opéra en deux actes inspiré par la vie de Friederike Caroline Neuber surnommée "Neuberin", la réformatrice du théâtre allemand du XVIIIe siècle. La Neuberin est célèbre car elle a brûlé une marionnette représentant Harlequin, à Leipzig. C'est un acte symbolique : la Commedia dell'Arte avait perdu sa position dominante. Dans l'opéra sont mélangés vie privée et vie artistique de la Neuberin. Elle en ses jours a été discréditée parce qu'il était scandaleux, pour une femme de l'époque, d'être une actrice, réalisatrice et scénariste. L’opéra a eu un succès triomphal lors de sa première mondiale à Stelzen, le 30 juin 2007[10].
- Etnea Lieder JS 89, un cycle de six Lieder pour soprano, clarinette et piano, inspirés par les thèmes de l'exil, la nostalgie et le retour impossible.
- Wasser, das zur Mauer wurde JS 108, un oratorio en trois parties pour solistes, chœur, orgue et grand orchestre, sur la question de la division et de la réunification de l'Allemagne[11]. Le prétexte narratif de l'œuvre est offert par Mödlareuth, un très petit village à la frontière entre la Bavière et la Thuringe, qui a été surnommé le "Petit Berlin", car il a également été divisé en deux, 1952-1990, par un mur de béton et des barbelés[12].
- Cafe Doimo JS 129, un cycle de cinq Lieder-Variations pour baryton et piano, sur un même poème satirique sur la situation politique de Greiz, "die Vogtlandperle".
- Stimmen Italiens JS 148, une "Kammer-Kantate" pour deux voix, trio à vent et quatuor à cordes, inspirée par le thème de l'amour impossible dans le contexte du paysage italien cher à Rohleder.

Klaus Rohleder en 2011 a reçu l'Ordre du Mérite de la République fédérale d'Allemagne. La presse allemande a commenté cet événement en soulignant que la coopération avec Joe Schittino a été déterminant pour Rohleder.

## Style et Poétique
La musique de Joe Schittino est stylistiquement éclectique et adogmatique, idéologiquement distant de l'avant-garde, mais aussi du néo-romantisme et du minimalisme. Sa naïveté est plus apparente que réelle. Ses principales caractéristiques sont l'humour, la clarté, la verve néo-classique.

## Œuvres

### Théâtre
- Un'accusa infamante JS 30, opéra en un acte, 2002 (libr. Gianni Rigamonti)
- Siroe e Nuge JS 52, opéra en un prologue et deux actes, 2005 (libr. Lina Maria Ugolini)
- La Neuberin JS 73, opéra en deux actes, 2007 (libr. Klaus Rohleder)
- La ragazza imprudente JS 169, opéra en cinq scènes, 2012 (libr. Gianni Rigamonti)
- Il cerchio del Fuoco JS 172, "favola musicale" en quatre scènes et trois intermèdes, 2012 (libr. Luca et Domenico Agnello)
- Hercule le Funambule, ou le portemanteau fantôme JS 188, comédie psychique en deux actes, 2013 (libr. Martina Fragale)
- I Cavalieri JS 190, opéra en trois actes, 2013 (libr. Domenico Agnello et Joe Schittino)

### Orchestre/Soliste et orchestre
- Concerto pour contrebasse et orchestre JS 94 (2008)
- Concerto pour piano et orchestre JS 101 (2008)
- Concerto pour hautbois, timpani et cordes JS 111 (2009)
- Pastorale de Noël pour hautbois et cordes JS 122 (2009)
- Sinfonietta JS 128 (2010)
- Rhapsodie Comique pour violon et cordes JS 140 (2010)
- Concert Ensorcelé pour clarinette et orchestre d'harmonie JS 145 (2011)

### Voix/Chœur a cappella ou avec orchestre/ensemble
- Il prode Helgi figlio di Hjörvarör JS 83 (2007)
- Etnea Lieder JS 89 (2007)
- Wasser, das zur Mauer wurde JS 108 (2009)
- Petite Cantate Italienne JS 138 (2010)
- Stimmen Italiens JS 148 (2011)
- Hero and Leander JS 170 (2012)
- Sei liriche capricciose JS 183 (2013)

### Musique de chambre
- Winter Fires Sonata JS 34 pour clarinette et piano (2003)
- Quatuor no 1 JS 79 pour cordes (2007)
- Sonata JS 134 pour saxophone alto et piano (2010)
- Les aventures d'Hermes :-) JS 141 pour flûte, harpe et quatuor à cordes (2010)
- Quatuor no 2 "Le Royaume Perdu" JS 143 pour cordes (2010)
- Quintette JS 146 avec clarinette (2011)
- Quintette JS 149 avec hautbois (2011)
- Quatuor no 3 JS 152 pour cordes (2011)
- Four Eclogues JS 164 pour cor anglais (2012)
- Variazioni-Fantasia su "Quando m'en vo" JS 173 pour clarinette et accordéon (2012)
- Quatuor no 4 "Souvenir de Großhansdorf" JS 174 pour cordes (2012)
- Sonata JS 197 pour violon et piano (2013)

### Voix et piano
- Chansons Anachroniques JS 36 (2003)
- Six Songs JS 62 (2006)
- Cafe Doimo JS 129 (2010)
- Notturni notabili JS 182 (2013)

### Piano seul
- Corelli Variations JS 82 (2007)
- Microludi JS 142 (2010)
- Lipogrammi Tautogrammi JS 150 (2011)
- Toccata JS 153 (2011)
- Four Dances JS 159 (2011)
- Tre pezzi JS 180 (2012)
- Sei preludi JS 184 (2013)

### Orgue
- Air de Biniou JS 47 avec violon (2005)
- Viaggio in Glogassonia JS 56 avec flûte, bouzouki et percussions (2006)
- Iolanthe JS 77 avec ice bells et tam-tam (2007)
- Le Cabri Mortel JS 109 (2009)
- quatre Préludes et Fugues JS 58, 106, 126, 133 (2006-10)
- Plymouth Rock Joe, "festival ouverture" JS 136 (2010)
- Lieutenant Cooper's Funny Rules JS 137 (2010)

## Recueil

### Commandes
- Teatro Stabile di Catania (musique de scène pour Il Drago JS 160) 2012[16]
- Alliance Artistique Européenne, Paris / Banda Sociale di Cavalese (Concert Ensorcelé JS 145 pour clarinette et orchestre d'harmonie) 2011[17]
- Alliance Artistique Européenne (Quartetto no 2 “Le Royaume Perdu”  JS 143) 2011[18]
- Carboneria Sax Ensemble (Psmith in the City JS 157 pour saxophone alto solo et 9 saxophones) 2011
- Maison d’Éducation de la Légion d’honneur de Saint-Denis, Paris (Petite Cantate Italienne JS 138 pour le Concert Présidentiel 2011 en présence du président Nicolas Sarkozy) 2010
- Fondazione Teatro Vittorio Emanuele di Noto (musique de scène pour Gelsomino d’Arabia JS 130) 2010[19]
- Orchestra Filarmonica Nissena (Sinfonietta JS 128) 2010
- Alliance Artistique Européenne (Duo JS 127 pour clarinette et violoncelle) 2010
- Else Lasker-Schüler Gesellschaft, Wuppertal (oratorio Wasser, das zur Mauer wurde JS 108) 2009[20]
- Istituto Nazionale del Dramma Antico (musique de scène pour Le supplici di Eschilo – LXV Ciclo di Rappresentazioni Classiche al Teatro Greco di Siracusa) 2009[5]
- Istituto Nazionale del Dramma Antico (Supplica a mia madre JS 96 après Pier Paolo Pasolini, pour "Canti e Suoni dell'Orestiade", LXIV Ciclo di Rappresentazioni Classiche al Teatro Greco di Siracusa) 2008[21]
- X Politistikò Festival of Cyprus University, Nicosia (Memoria di luna a Palermo JS 86) 2007
- Fondazione Paolo Morando, Siracusa (Il prode Helgi figlio di Hjörvarör JS 83 pour Ibsenear_SR Festival, sous le patronage de l'Ambassade de Norvège en Italie et du Munch Museum de Oslo) 2007
- Officina Musicale Italia (trio Lettres Glogassoniques JS 81 pour le “Concerto in Movimento” di archi e liuteria contemporanea - Cremona Mondomusica) 2007[22]
- Neuberin-Gesellschaft, Reichenbach (opéra La Neuberin JS 73) 2007
- Delta Saxophone Quartet / Etna Fest (Adventures in Quartet JS 74) 2006
- 2e Festival Internazionale del Val di Noto “Magie Barocche” (Tube of Love JS 60) 2006

### Prix
- 1er Prix - IV concours international de composition "Suoni di Fiaba" de Vittorio Veneto avec le petit opéra Mufir Tulipan e le Ricce Califfe JS 53 (2005)
- 1er Prix - II concours international de composition de musique pour l'enfance "Musica e Fiaba" de Sarzana avec le petit opéra Toccatutto... non toccare! JS 49 (2005)
- 1er Prix - V concours national "Città di Barcellona Pozzo di Gotto" avec la suite La légende de Kharaséod JS 10 pour ensemble à vents (2003)
- Bourse de la famille Sangiorgi pour la composition (Istituto musicale "V. Bellini" di Catania) avec Morceau en trois mouches, escroc et méticuleux, sur le somnambulisme d'une princesse JS 11 pour orchestre à vents (2002)
- Bourse de la famille Sangiorgi pour la composition (Istituto musicale "V. Bellini" di Catania) avec Trois Cadeaux de Kokalo JS 9 pour 3 voix et ensemble (1999)

## Discographie
- Morceau en trois mouches, escroc et méticuleux, sur le somnambulisme d'une princesse JS 11, en Intorno a Bellini. Dodici composizioni contemporanee su temi di Vincenzo Bellini, CD attaché au volume, Milano, Suvini Zerboni 2001, ESZ 11908 - IMVB001
- Tube of Love JS 60 - M. Lo Giudice, l'Offerta Musicale Ensemble, G. Ferrauto - CD édité par le II Festival Internazionale del Val di Noto "Magie Barocche" - Catania 2006
- Feu de Route JS 31 - Calamus Ensemble, G. Romeo - in Per Francesco Pennisi, Istituto Superiore di Studi Musicali "V. Bellini" - Catania 2007
- Winter Fires Sonata JS 34 - A. Cavarra, M. De Bock - en Sonates Italiennes de fin de siècle - Parigi, iM Classic 2009
- Egle JS 154 - D. Galvydyte, C. Guild - in A Different World, Champs Hill Records, CHRCD039 (ASIN B008DWG14Q), 2012[23]
- Variazioni Fantasia JS 173 - Strange Duo - en Virtuous Flair 2, Pro Cultura - Regional Culture Records RCR no 1232, Neu-Rum (Autriche) 2013

## Anecdotes
Joe Schittino a acquis une notoriété nationale quand il était un adolescent, avec sa sœur Jennifer, en participant comme enfant prodige dans plusieurs épisodes des transmissions de télévision Maurizio Costanzo Show et Piacere Rai Uno (1989-1995). Il a aussi joué comme enfant acteur dans le film Vacanze di Natale '90 (réalisation : Enrico Oldoini), 1990. En 2003, il est diplômé comédien professionnel à l'École d'Art Dramatique "Umberto Spadaro" du Teatro Stabile di Catania. En 2012, il est narrateur et auteur du texte de La mosca morta avec la musique d'Alessandro Farruggio (Odo Voci, CD Stradivarius STR57914).
Entre 1995 et 2000 Joe Schittino a joué dans l'orchestre d'harmonie de la ville de Syracuse. Son instrument était un euphonium basse en mi bémol.
Pendant une courte période Joe Schittino a dirigé la Glogassonic Band, un petit ensemble vocal et instrumental qui lui-même a fondé. L'ensemble était formé par un quintette à vent (flûte, clarinette, basson, cor, trombone), percussions, piano et voix en nombre variable. Son activité régulière a été limité à 2007/08, l'année dans laquelle la bande a remporté le 1er prix de musique de chambre à le XI concours international "V. Scaramuzza" de Crotone. Plusieurs partitions de Schittino sont conçus pour cet ensemble.